# Bryan Sykes
Bryan Clifford Sykes (9 de setembre de 1947 – 10 de desembre de 2020) fou un membre del Wolfson College i professor emèrit de genètica humana a la Universitat d'Oxford.
Sykes va publicar el primer informe sobre la recuperació de l'ADN de l'os antic (Nature, 1989). Sykes va estar involucrat en diversos casos d'alt perfil relacionats amb l'ADN antic, inclòs el de l'home de gel Ötzi. També va suggerir que un comptable de Florida anomenat Tom Robinson era descendent directe de Genghis Khan, una afirmació que posteriorment va ser rebutjada.
Sykes era més conegut fora de la comunitat de genetistes pels seus dos llibres més venuts sobre la investigació de la història humana i de la prehistòria mitjançant estudis sobre l'ADN mitocondrial.